# Caterina d'Alençon

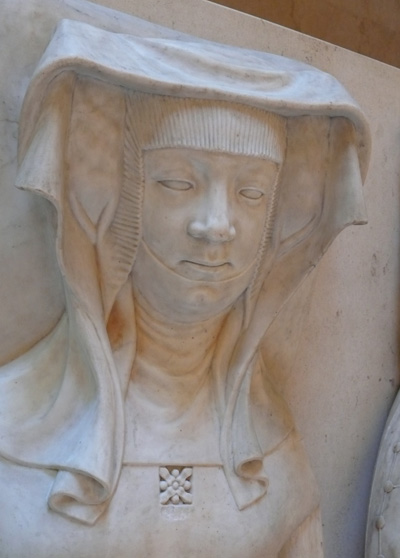
Caterina d'Alençon.

Caterina di Alençon (1396 – Parigi, 22 giugno 1462) fu duchessa consorte di Baviera.

## Biografia
Era figlia del conte Pietro II d'Alençon e di Maria Chamaillard, viscontessa di Beaumont-au-Maine.
Venne data in sposa nel 1411 al conte di Évreux Pietro di Navarra che la rese vedova dopo un anno. Dal matrimonio non nacquero figli.
Un anno dopo la morte di Pietro, Caterina fu promessa di nuovo in sposa a Luigi VII, duca di Baviera. Il matrimonio, tuttavia, venne rinviato in quanto lo sposo venne fatto prigioniero. Rilasciato, sposò Caterina nel 1413. La dote della sposa comprendeva la contea di Mortain e il matrimonio creò alleanze tra la Francia e la Baviera.
Nel 1415 Luigi fu a capo dell'amsciata francese nel Concilio di Costanza. La contea di Mortain venne data da Luigi a Giovanni di Borgogna, duca di Borgogna, per liberare sua moglie durante la Guerra civile tra Armagnacchi e Borgognoni nel 1417; la donna era infatti stata fatta prigioniera da Bernardo VII d'Armagnac.
Caterina perse tutti i suoi redditi dopo un'invasione di Enrico V d'Inghilterra che prese la contea di Mortain e occupò i loro territori in Normandia. In aiuto di Caterina venne l'accordo sigliato da Enrico V e il re di Francia, ossia il Trattato di Troyes che prevedeva a favore della contessa 2000 franchi all'anno a titolo di risarcimento per le sue perdite.
Nel 1421 Caterina andò in Inghilterra come dama di compagnia della regina Caterina di Valois e assistette alla nascita del principe Enrico VI d'Inghilterra.
Luigi morì nel 1447 a Burghausen. Caterina morì invece nel 1462 e venne sepolta nell'Abbazia di Sainte-Geneviève accanto al primo marito.

## Discendenza
Dal primo marito non ebbe figli. Al secondo marito diede invece due figli morti durante l'infanzia:
- Giovanni (6 febbraio 1415-?);
- una figlia (?-?).

## Ascendenza
|                           |                         |                                 | Genitori                    |  |  | Nonni |  |  | Bisnonni        |  |  | Trisnonni              |  |
|                           |                         |                                 |                             |  |  |       |  |  | Carlo di Valois |  |  | Filippo III di Francia |  |
|                           |                         |                                 |                             |  |  |       |  |  | Carlo di Valois |  |  | Filippo III di Francia |  |
|                           |                         | Isabella d'Aragona              |                             |  |  |       |  |  | Carlo di Valois |  |  |                        |  |
| Carlo II d'Alençon        |                         |                                 |                             |  |  |       |  |  | Carlo di Valois |  |  |                        |  |
|                           |                         | Margherita d'Angiò              | Carlo II d'Angiò            |  |  |       |  |  |                 |  |  |                        |  |
|                           |                         | Margherita d'Angiò              | Carlo II d'Angiò            |  |  |       |  |  |                 |  |  |                        |  |
|                           |                         | Margherita d'Angiò              | Maria Arpad d'Ungheria      |  |  |       |  |  |                 |  |  |                        |  |
| Pietro II d'Alençon       |                         | Margherita d'Angiò              |                             |  |  |       |  |  |                 |  |  |                        |  |
|                           |                         | Ferdinando di La Cerda          | Ferdinando di Castiglia     |  |  |       |  |  |                 |  |  |                        |  |
|                           |                         | Ferdinando di La Cerda          | Ferdinando di Castiglia     |  |  |       |  |  |                 |  |  |                        |  |
|                           |                         | Ferdinando di La Cerda          | Bianca di Francia           |  |  |       |  |  |                 |  |  |                        |  |
| Maria de La Cerda         |                         | Ferdinando di La Cerda          |                             |  |  |       |  |  |                 |  |  |                        |  |
|                           |                         | Giovanna Núñez di Lara          | Giovanni I Núñez di Lara    |  |  |       |  |  |                 |  |  |                        |  |
|                           |                         | Giovanna Núñez di Lara          | Giovanni I Núñez di Lara    |  |  |       |  |  |                 |  |  |                        |  |
|                           |                         | Giovanna Núñez di Lara          | Teresa di Haro              |  |  |       |  |  |                 |  |  |                        |  |
| Caterina d'Alençon        |                         | Giovanna Núñez di Lara          |                             |  |  |       |  |  |                 |  |  |                        |  |
|                           | Guglielmo I Chamaillard | Simone Chamaillard              |                             |  |  |       |  |  |                 |  |  |                        |  |
|                           | Guglielmo I Chamaillard | Simone Chamaillard              |                             |  |  |       |  |  |                 |  |  |                        |  |
|                           | Guglielmo I Chamaillard | Margarita di Thévalles          |                             |  |  |       |  |  |                 |  |  |                        |  |
| Guglielmo II Chamaillard  | Guglielmo I Chamaillard |                                 |                             |  |  |       |  |  |                 |  |  |                        |  |
|                           |                         | Iremburga                       | ...                         |  |  |       |  |  |                 |  |  |                        |  |
|                           |                         | Iremburga                       | ...                         |  |  |       |  |  |                 |  |  |                        |  |
|                           |                         | Iremburga                       | ...                         |  |  |       |  |  |                 |  |  |                        |  |
| Maria Chamaillard         |                         | Iremburga                       |                             |  |  |       |  |  |                 |  |  |                        |  |
|                           |                         | Giovanni II di Beaumont-Brienne | Roberto di Beaumont-Brienne |  |  |       |  |  |                 |  |  |                        |  |
|                           |                         | Giovanni II di Beaumont-Brienne | Roberto di Beaumont-Brienne |  |  |       |  |  |                 |  |  |                        |  |
|                           |                         | Giovanni II di Beaumont-Brienne | Maria di Craon              |  |  |       |  |  |                 |  |  |                        |  |
| Maria di Beaumont-Brienne |                         | Giovanni II di Beaumont-Brienne |                             |  |  |       |  |  |                 |  |  |                        |  |
|                           |                         | Isabella d'Harcourt             | Giovanni III d'Harcourt     |  |  |       |  |  |                 |  |  |                        |  |
|                           |                         | Isabella d'Harcourt             | Giovanni III d'Harcourt     |  |  |       |  |  |                 |  |  |                        |  |
|                           |                         | Isabella d'Harcourt             | Alice di Brabante-Aerschot  |  |  |       |  |  |                 |  |  |                        |  |
|                           |                         | Isabella d'Harcourt             |                             |  |  |       |  |  |                 |  |  |                        |  |